# Nikola Hristić
Nikola Hristić (Никола Христић; Sremska Mitrovica, 10 agosto 1818 – Belgrado, 26 novembre 1911) è stato un politico serbo.
Ministro dell'Interno della Serbia dal 1861 al 1867, assunse in quell'anno la carica di presidente del consiglio dei ministri, ma si dimise a seguito dell'assassinio di Mihailo Obrenović III di Serbia (1868).
Fu di nuovo presidente del consiglio dal 1883, ma lasciò la politica cinque anni dopo. Tornò tuttavia alla presidenza del consiglio nel 1895 e tenne la poltrona fino al 1901, quando, ormai anziano, si ritirò in maniera definitiva.